# Kourtrajmé
Kourtrajmé (od "court métrage") to francuska filmowa grupa artystyczna utworzona w 1994 roku, której założycielami byli reżyserzy Kim Chapiron i Romain Gavras.
Muzykę dla kolektywu Kourtrajmé tworzył m.in. DJ Mehdi.

## Niektóre produkcje
- 1994: Paradoxe perdu
- 1996: Saga des Psycho Negros
- 1996: Y'en ai marre dé courir
- 1998: Pouilldé !
- 1998: Paris by Night
- 2000: Love No Limit
- 2001: Tarubi, l'Arabe Strait 2
- 2002: The Big Apple Tour
- 2002: Les Frères Wanted II: La Barbichette
- 2002: Easy Pizza Riderz
- 2002: Café
- 2003: Les Frères Wanted III : Le Chat de la grand-mère d'Abdel Krim
- 2003: Désir dans l'espace
- 2005: Kourtrajmé & DJ Mehdi - Des friandises pour ta bouche
- 2006: Sheitan (pierwszy długometrażowy film Kourtrajmé)
- 2006: 365 jours à Clichy-Montfermeil, reż. Ladj Ly
- 2008: Les Mathématiques du Roi Heenok
- 2008: A Cross the Universe, reż. Romain Gavras
- 2009: Go Fast Connexion, reż. Ladj Ly
- 2008: A Cross the Universe, reż. Romain Gavras
- 2010: Born Free, reż. Romain Gavras do piosenki M.I.A.